# Mjukvarudefinierad radio
Mjukvarudefinierad radio (engelska: Software-defined radio, förkortat SDR) är en teknik inom radiokommunikation där komponenter som typiskt är implementerade i hårdvara (t.ex. mixer, filter, förstärkare och modulation) är istället implementerade som mjukvara på en dator eller ett inbyggt system. Detta möjliggör att byta frekvensband enbart med hjälp av ett datorprogram och utan byte av komponenter i sändare eller mottagare. 
Mjukvarudefinierad radio är mycket mer flexibelt system då radion kan omprogrammeras till att använda andra modulationsmetoder. Den kan till exempel innehålla mjukvara för AM, FM och dess digitala information RDS och AMSS. 